# Jerry Harrison
Jerry Harrison (Milwaukee, Wisconsin, 21 februari 1949) is een Amerikaanse toetsenist en muziekproducer. Hij is voornamelijk bekend als toetsenist van de Talking Heads.
Voordat hij zich bij Talking Heads voegde speelde hij in de Modern Lovers, de band van Jonathan Richman, eerst in Boston, later in Berkeley.
Harrison kwam als laatste lid bij Talking Heads; de band had al een single uitgebracht voordat Harrison de Modern Lovers verliet voor Talking Heads.
Harrison heeft ook soloalbums uitgebracht:  The Red and the Black, Casual Gods, en Walk on Water. Hij heeft ook diverse albums geproduceerd voor andere bands, zoals The Violent Femmes, Foo Fighters, General Public, Live en No Doubt.
- Bibsys: 5096393
- Gemeinsame Normdatei: 134659015
- International Standard Name Identifier: 0000 0000 6323 2686
- Library of Congress Control Number: n92023011
- MusicBrainz: 675f9fe6-7e2c-4ce7-b3dc-147169c64d31
- Nationale Bibliotheek van Tsjechië: xx0116682
- Nationale Bibliotheek van Israël: 987008816730605171
- Union List of Artist Names: 500472608
- Virtual International Authority File: 294297373
- WorldCat: E39PBJcR86fbDT8fKykkC3GmBP